# Hyobanche sanguinea
Hyobanche sanguinea är en snyltrotsväxtart som beskrevs av Carl von Linné. Hyobanche sanguinea ingår i släktet Hyobanche och familjen snyltrotsväxter. Inga underarter finns listade i Catalogue of Life.

## Bildgalleri

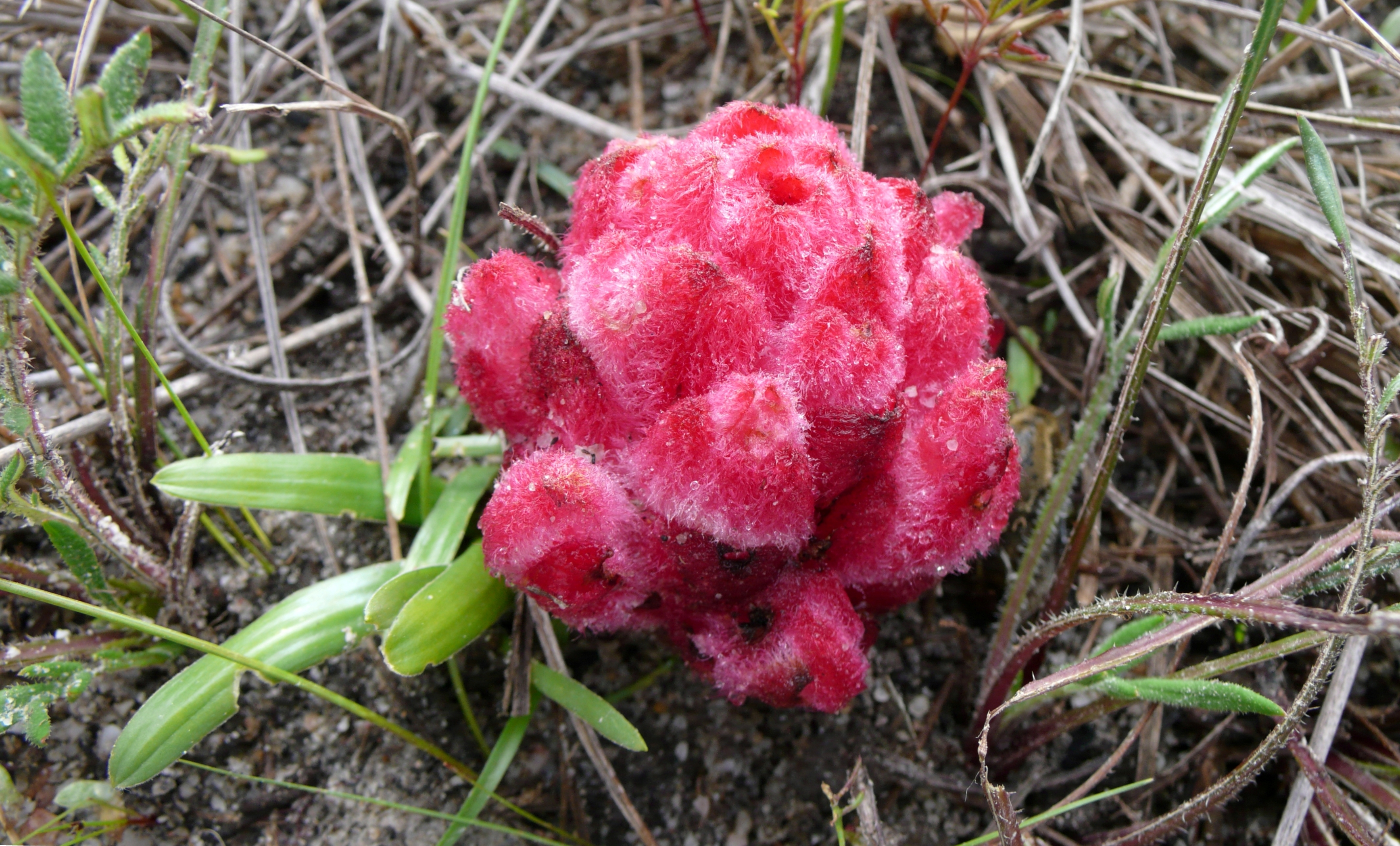
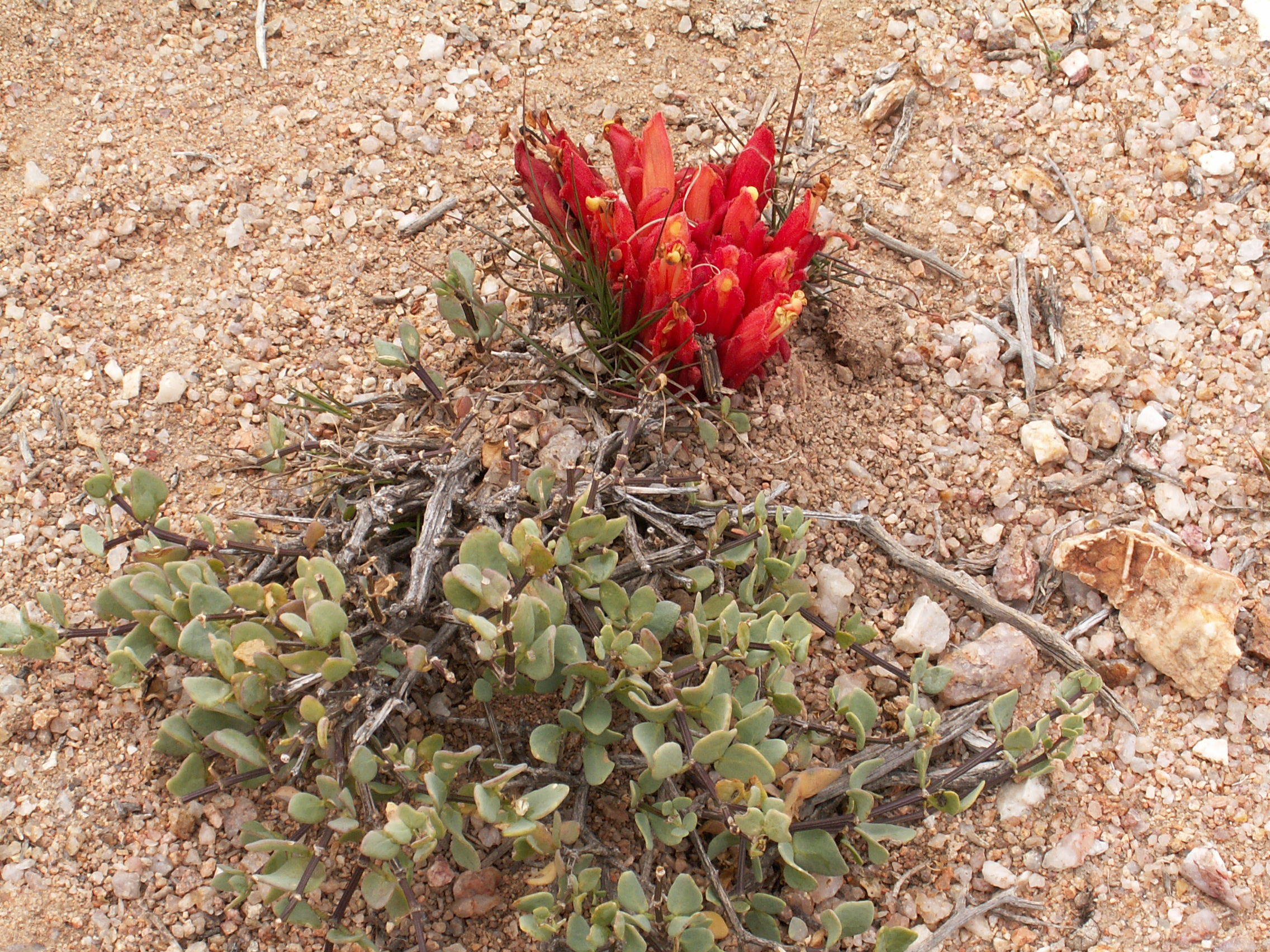
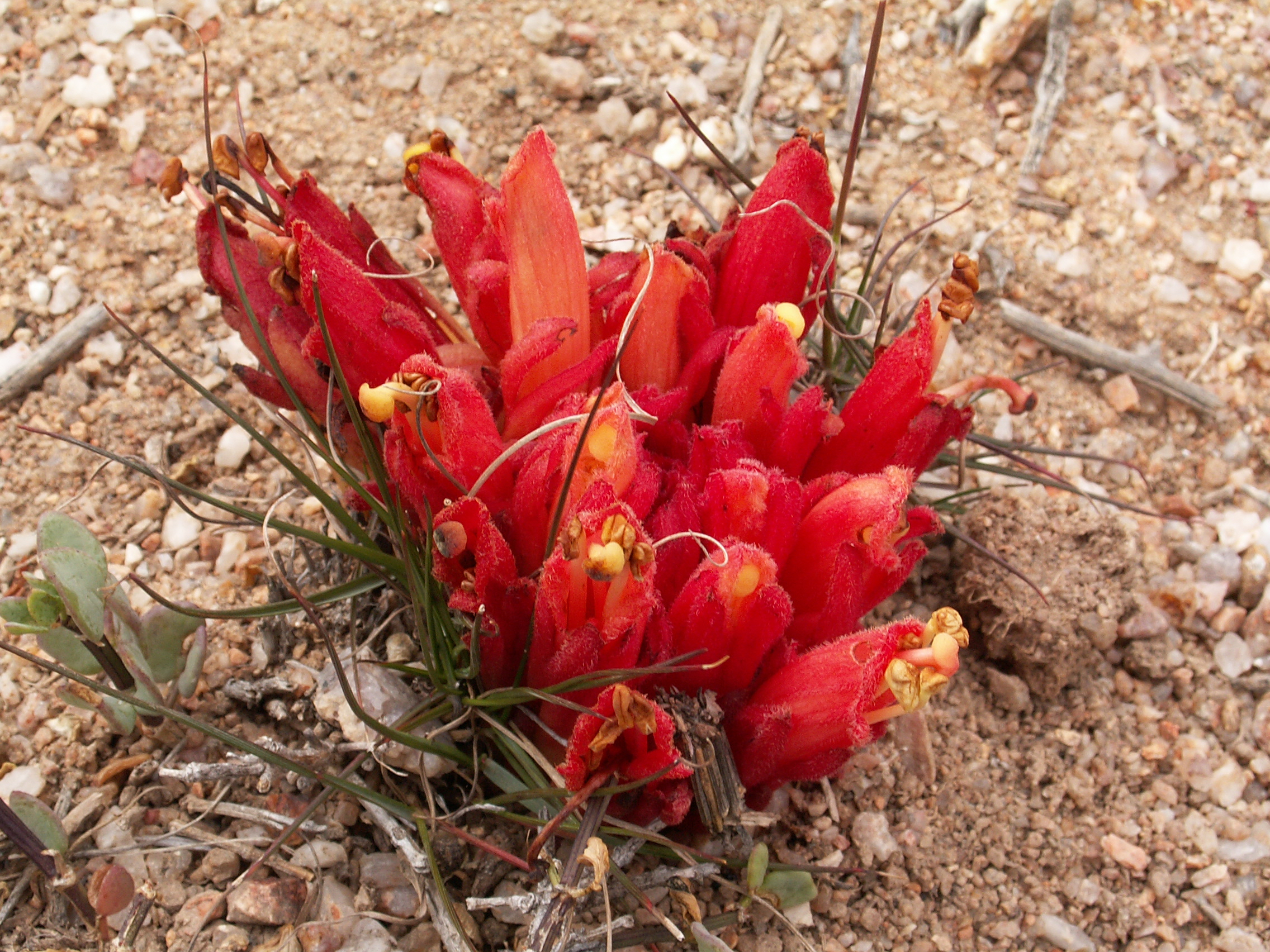
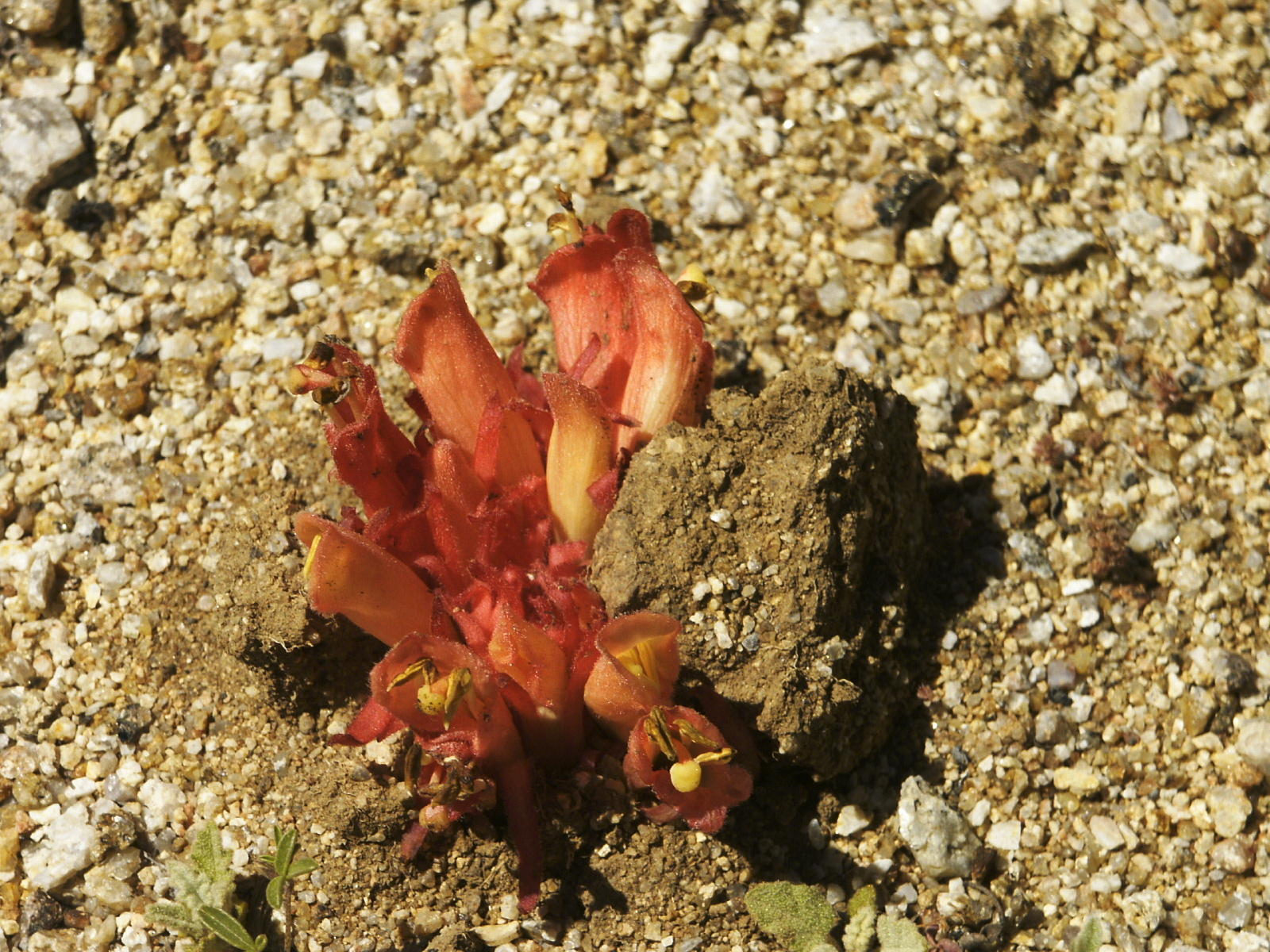